# Hóquei sobre a grama nos Jogos Olímpicos de Verão de 1960
O torneio de hóquei sobre a grama nos Jogos Olímpicos de Verão de 1960 foi realizado em Roma, Itália. Como em todos os jogos anteriores, o torneio feminino ainda não era disputado.
A final do hóquei em 1960 foi a mesma de quatro anos antes, em Melbourne. Porém o campeão foi o inverso, com o Paquistão derrotando a Índia na final e quebrando uma sequência de seis ouros seguidos dos indianos no torneio olímpico.
| Ouro | Prata | Bronze |
| Paquistão Hamid Abdul Rashid Abdul Waheed Abdul Ahmad Bashir Rasul Ghulam Anwar Khan Aslam Khursheed Habib Kiddi Hussain Manzoor Ahmed Mushtaq Ullah Mutti Ahmad Nasir Alam Noor | Índia Joseph Antic Leslie Claudius Jaman Lal Sharma Mohinder Lal Shankar Lakshman John Peter Govind Sawant Raghbir Singh Bhola Udham Singh Kullar Charanjit Singh Jaswant Singh Joginder Singh Prithipal Singh | Espanha Pedro Amat Francisco Caballer Juan Calzado José Colomer Carlos Iglesias José Dinares Eduardo Dualde Joaquín Dualde Rafael Egusquiza Ignacio Macaya Pedro Murua Pedro Roig Luis Usoz Narciso Ventalló |

## Primeira fase

### Grupo A
| Equipe        | Pts | J | V | E | D | GP | GC |
| ------------- | --- | - | - | - | - | -- | -- |
| Índia         | 6   | 3 | 3 | 0 | 0 | 17 | 1  |
| Nova Zelândia | 3   | 3 | 1 | 1 | 1 | 5  | 5  |
| Países Baixos | 3   | 3 | 1 | 1 | 1 | 6  | 7  |
| Dinamarca     | 0   | 3 | 0 | 0 | 3 | 3  | 18 |

| 27 de agosto  |      |               |
| Índia         | 10–0 | Dinamarca     |
| Nova Zelândia | 1–1  | Países Baixos |
| 30 de agosto  |      |               |
| Índia         | 4–1  | Países Baixos |
| 31 de agosto  |      |               |
| Nova Zelândia | 4–1  | Dinamarca     |
| 2 de setembro |      |               |
| Índia         | 3–0  | Nova Zelândia |
| 3 de setembro |      |               |
| Dinamarca     | 2–4  | Países Baixos |

#### Desempate Grupo A
Nova Zelândia e Países Baixos empataram em segundo lugar no Grupo A e realizaram um jogo desempate para definir a equipe que avançaria as quartas de final.
| 4 de setembro |     |               |
| Nova Zelândia | 2–1 | Países Baixos |

### Grupo B
| Equipe    | Pts | J | V | E | D | GP | GC |
| --------- | --- | - | - | - | - | -- | -- |
| Paquistão | 6   | 3 | 3 | 0 | 0 | 21 | 0  |
| Austrália | 3   | 3 | 1 | 1 | 1 | 9  | 5  |
| Polônia   | 3   | 3 | 1 | 1 | 1 | 3  | 10 |
| Japão     | 0   | 3 | 0 | 0 | 3 | 2  | 20 |

| 26 de agosto  |      |           |
| Paquistão     | 3–0  | Austrália |
| Polônia       | 2–1  | Japão     |
| 29 de agosto  |      |           |
| Paquistão     | 8–0  | Polônia   |
| 30 de agosto  |      |           |
| Austrália     | 8–1  | Japão     |
| 1 de setembro |      |           |
| Paquistão     | 10–0 | Japão     |
| Austrália     | 1–1  | Polônia   |

#### Desempate Grupo B
Austrália e Polônia empataram em segundo lugar no Grupo B e realizaram um jogo desempate para definir a equipe que avançaria as quartas de final.
| 3 de setembro |     |         |
| Austrália     | 2–0 | Polônia |

### Grupo C
| Equipe             | Pts | J | V | E | D | GP | GC |
| ------------------ | --- | - | - | - | - | -- | -- |
| Quênia             | 5   | 3 | 2 | 1 | 0 | 8  | 0  |
| Alemanha Unificada | 4   | 3 | 2 | 0 | 1 | 10 | 1  |
| França             | 3   | 3 | 1 | 1 | 1 | 2  | 5  |
| Itália             | 0   | 3 | 0 | 0 | 3 | 0  | 14 |

| 29 de agosto       |     |                    |
| Quênia             | 1–0 | Alemanha Unificada |
| França             | 2–0 | Itália             |
| 31 de agosto       |     |                    |
| Alemanha Unificada | 5–0 | França             |
| 1 de setembro      |     |                    |
| Quênia             | 7–0 | Itália             |
| 3 de setembro      |     |                    |
| Alemanha Unificada | 5–0 | Itália             |
| Quênia             | 0–0 | França             |

### Grupo D
| Equipe      | Pts | J | V | E | D | GP | GC |
| ----------- | --- | - | - | - | - | -- | -- |
| Espanha     | 5   | 3 | 2 | 1 | 0 | 8  | 2  |
| Reino Unido | 4   | 3 | 1 | 2 | 0 | 4  | 1  |
| Bélgica     | 3   | 3 | 1 | 1 | 1 | 6  | 6  |
| Suíça       | 0   | 3 | 0 | 0 | 3 | 3  | 12 |

| 26 de agosto  |     |             |
| Espanha       | 0–0 | Reino Unido |
| 27 de agosto  |     |             |
| Bélgica       | 4–2 | Suíça       |
| 30 de agosto  |     |             |
| Bélgica       | 1–1 | Reino Unido |
| 31 de agosto  |     |             |
| Espanha       | 5–1 | Suíça       |
| 2 de setembro |     |             |
| Reino Unido   | 3–0 | Suíça       |
| Espanha       | 3–1 | Bélgica     |

## Classificação 5º-8º lugar
| 8 de setembro  |           |                    |
| Nova Zelândia  | 1–0       | Alemanha Unificada |
| Austrália      | 1–1 (pro) | Quênia ¹           |
| 10 de setembro |           |                    |
| Austrália      | 2–1       | Quênia             |

¹ Após o empate no tempo normal, a partida foi para o tempo extra onde persistiu o empate. Os árbitros do jogo realizaram um sorteio onde a Austrália saiu vitoriosa. Porém a equipe do Quênia apelou da decisão e decidiu-se que uma nova partida seria realizada.

### 5º lugar
| 9 de setembro  |     |                 |
| Austrália      | 2–1 | Nova Zelândia ¹ |
| 11 de setembro |     |                 |
| Nova Zelândia  | 1–0 | Austrália       |

¹ Devido a decisão dos organizadores de realizar uma nova partida entre Austrália e Quênia, o confronto entre Austrália e Nova Zelândia foi anulado. A Nova Zelândia deveria medir-se com o ganhador do novo confronto entre australianos e quenianos. Por esse motivo, o jogo não faz parte do torneio olímpico, apesar de ser considerado oficial.

### 7º lugar
Por razões desconhecidas, a Alemanha não enfretou o Quênia pela disputa de sétimo lugar. As duas equipes dividiram essa posição.

## Classificação 9º-12º lugar
| 6 de setembro  |     |         |
| França         | 1–0 | Bélgica |
| 8 de setembro  |     |         |
| Países Baixos  | 2–0 | França  |
| 10 de setembro |     |         |
| Países Baixos  | 2–1 | Bélgica |

A Polônia não participou das partidas de classificação e terminou na 12ª posição.

## Classificação 13º-16º lugar
| 6 de setembro  |     |       |
| Itália         | 1–1 | Suíça |
| 8 de setembro  |     |       |
| Japão          | 5–1 | Suíça |
| 10 de setembro |     |       |
| Itália         | 2–1 | Japão |

A Dinamarca não participou das partidas de classificação e terminou na 16ª posição.

## Quartas de final
| 5 de setembro |           |                    |
| Índia         | 1–0 (pro) | Austrália          |
| Reino Unido   | 2–1 (pro) | Quênia             |
| Paquistão     | 2–1       | Alemanha Unificada |
| Espanha       | 1–0 (pro) | Nova Zelândia      |

## Semifinal
| 7 de setembro |     |             |
| Paquistão     | 1–0 | Espanha     |
| Índia         | 1–0 | Reino Unido |

## Disputa pelo bronze
| 9 de setembro |     |             |
| Espanha       | 2–1 | Reino Unido |

## Final
| 9 de setembro |     |       |
| Paquistão     | 1–0 | Índia |

### Classificação final
| Pos. | País               |
| ---- | ------------------ |
|      | Paquistão          |
|      | Índia              |
|      | Espanha            |
| 4    | Reino Unido        |
| 5    | Nova Zelândia      |
| 6    | Austrália          |
| 7    | Coreia do Sul      |
| 7    | Alemanha Unificada |
| 9    | Países Baixos      |
| 10   | França             |
| 11   | Bélgica            |
| 12   | Polónia            |
| 13   | Itália             |
| 14   | Japão              |
| 15   | Suíça              |
| 16   | Dinamarca          |